# Anthurium rotundistigmatum
Anthurium rotundistigmatum är en kallaväxtart som beskrevs av Thomas Bernard Croat. Anthurium rotundistigmatum ingår i släktet Anthurium och familjen kallaväxter. Inga underarter finns listade.